# Vela als Jocs Olímpics d'estiu de 1908
Als Jocs Olímpics de 1908 realitzats a la ciutat de Londres es realitzaren quatre proves de vela. Les tres primeres es realitzaren del 27 al 29 de juliol entre la costa de Solent i Ryde, i la categoria de més de 12 metres es realitzà entre l'11 i el 12 d'agost al riu Clyde.
Hi participaren 69 navegants, entre ells una única dona, de 5 nacions repartits entre 5, 1, 5 i 2 equips en cada categoria respectivament.

## Resum de medalles
| Prova             | Or | Argent | Bronze                                                                                              |
| 6 metres detalls  | Regne UnitDormy · Gilbert Laws · Thomas McMeekin · Charles Crichton | BèlgicaZut · Léon Huybrechts · Louis Huybrechts · Henri Weewauters | FrançaGuyoni · Henri Arthus · Louis Potheau · Pierre Rabot                                          |
| 7 metres detalls  | Regne UnitHeroine · Charles Rivett-Carnac · Richard Dixon · Norman Bingley · Frances Rivett-Carnac                                                                         | no concedida | no concedida                                                                                        |
| 8 metres detalls  | Regne UnitCobweb · Blair Cochrane · Arthur Wood · Henry Sutton · John Rhodes · Charles Campbell                                                                            | SuèciaVinga · Carl Hellström · Edmund Thormählen · Erik Wallerius · Eric Sandberg · Harald Wallin | Regne UnitSorais · Philip Hunloke · Alfred Hughes · Frederick Hughes · George Ratsey · William Ward |
| 12 metres detalls | Regne UnitHera · Thomas Glen-Coats · Arthur Downes · John Downes · John Buchanan · David Dunlop · John Mackenzie · Gerald Tait · James Bunten · Albert Martin · John Aspin | Regne UnitMouchette · Charles MacIver · Charles R. MacIver · James Baxter · William Davidson · James Spence · Thomas Littledale · John Jellico · Colin McLeod Robertson · John Graham Kenion · J. A. Gardiner | no concedida                                                                                        |

## Medaller
| Posició | País       | Or | Argent | Bronze | Total |
| 1       | Regne Unit | 4  | 1      | 1      | 6     |
| 2       | Bèlgica    | 0  | 1      | 0      | 1     |
| 2       | Suècia     | 0  | 1      | 0      | 1     |
| 4       | França     | 0  | 0      | 1      | 1     |

L'equip de Noruega, tot hi participar en la competició, no obtinugé cap medalla.